# El séptimo día
El séptimo día és una pel·lícula espanyola de 2004 dirigida per Carlos Saura i interpretada per Juan Diego, José Luis Gómez i Victoria Abril. Està inspirada en els fets de Puerto Hurraco, en els quals van morir nou persones a les mans de dos germans, Emilio i Antonio Izquierdo, i moltes altres van quedar ferides.

## Sinopsi
Isabel Jiménez (Yohana Cobo) recorda la història del seu oncle (Juan Sanz), assassinat per Jerónimo Fuentes (Ramon Fontserè) per abandonar a la seva germana Luciana (Victoria Abril). Jerónimo és empresonat i la família Jiménez incendia, amb la complicitat del cos, la casa dels Fuentes, cobrant-se la vida de la mare. Els Fuentes abandonen Puerto Hurraco durant un temps i tornen amb afany de venjar-se.

## Comentari
Inspirada en la massacre de Puerto Hurraco (diumenge 26 d'agost de 1990) El séptimo día va ser una pel·lícula que va pretendre parlar d'una Espanya ancestral, la terra de la qual reclama la sang dels seus habitants. En evocar els terribles fets que van assotar la vida d'aquest poble extremeny, el president autonòmic Juan Carlos Rodríguez Ibarra va protestar considerant que la imatge negativa oferta en el film podria perjudicar el turisme.
Carlos Saura reconstrueix, basant-se en un guió de Ray Loriga, la vida del poble: les ancianes que xafardegen an la plaça principal, el taverner l'esposa del qual es fica al llit amb tothom que li passi per davant, el "tarat" que comprèn millor que ningú el que ocorre al seu voltant, els murris que fan tripijocs amb la droga... D'aquesta manera el realitzador pretén crear certa atmosfera que prepari a l'espectador per al final demolidor; una matança, filmada a ritme coreogràfic, la sordidesa del qual contrasta amb el marc en el qual té lloc: els veïns de Port Hurraco veuen en el bar els Jocs Olímpics de Barcelona que ofereixen una imatge de modernitat que en res es relaciona amb la seva pròpia idiosincràsia (encara que aquí la pel·lícula es pren una llicència històrica, atès que els successos de Port Hurraco van ser el 1990 i els Jocs de Barcelona en 1992).
No obstant això, tot l'anteriorment indicat queda contrastat amb la innocència i naturalitat amb què viuen la seva vida les tres germanes (excepte la major, que així i tot mai descura a les altres), sempre disposades a divertir-se innocentment o ballar juntes. Un altre punt pot dir-se dels pares de les mateixes i altres veïns. Els mateixos assassins són mostrats com a persones normals (vegeu l'enorme tendresa d'un dels germans Izquierdo amb un porquet). En definitiva el director mostra a gent normal, més o menys satisfeta, que sense previ avís es troben immersos en una tragèdia sagnant.

## Premis i candidatures
XIX Premis Goya
| Categoria                    | Persona        | Resultat |
| ---------------------------- | -------------- | -------- |
| Millor director              | Carlos Saura   | Nominada |
| Millor actriu de repartiment | Victoria Abril | Nominada |
| Millor actor de repartiment  | Juan Diego     | Nominat  |
| Millor direcció artística    | Rafael Palmero | Nominat  |

Unión de Actores.
| Categoria                              | Persona        | Resultat   |
| -------------------------------------- | -------------- | ---------- |
| Millor actor secundari de cinema       | Juan Diego     | Nominat    |
| Millor actriu de repartiment de cinema | Victoria Abril | Guanyadora |

Medalles del Cercle d'Escriptors Cinematogràfics
| Categoría         | Persona           | Resultado |
| ----------------- | ----------------- | --------- |
| Millor pel·lícula | El séptimo día    | Nominada  |
| Director          | Carlos Saura      | Nominat   |
| Actor secundari   | Juan Diego        | Guanyador |
| Guió original     | Ray Loriga        | Nominat   |
| Fotografia        | François Lartigue | Nominat   |
| Música            | Roque Baños       | Nominat   |
| Premi revelació   | Johana Cobo       | Nominada  |

Festival Internacional de Cinema de Mont-real
| Categoria       | Persona      | Resultat  |
| --------------- | ------------ | --------- |
| Millor director | Carlos Saura | Guanyador |